# Aero Vodochody

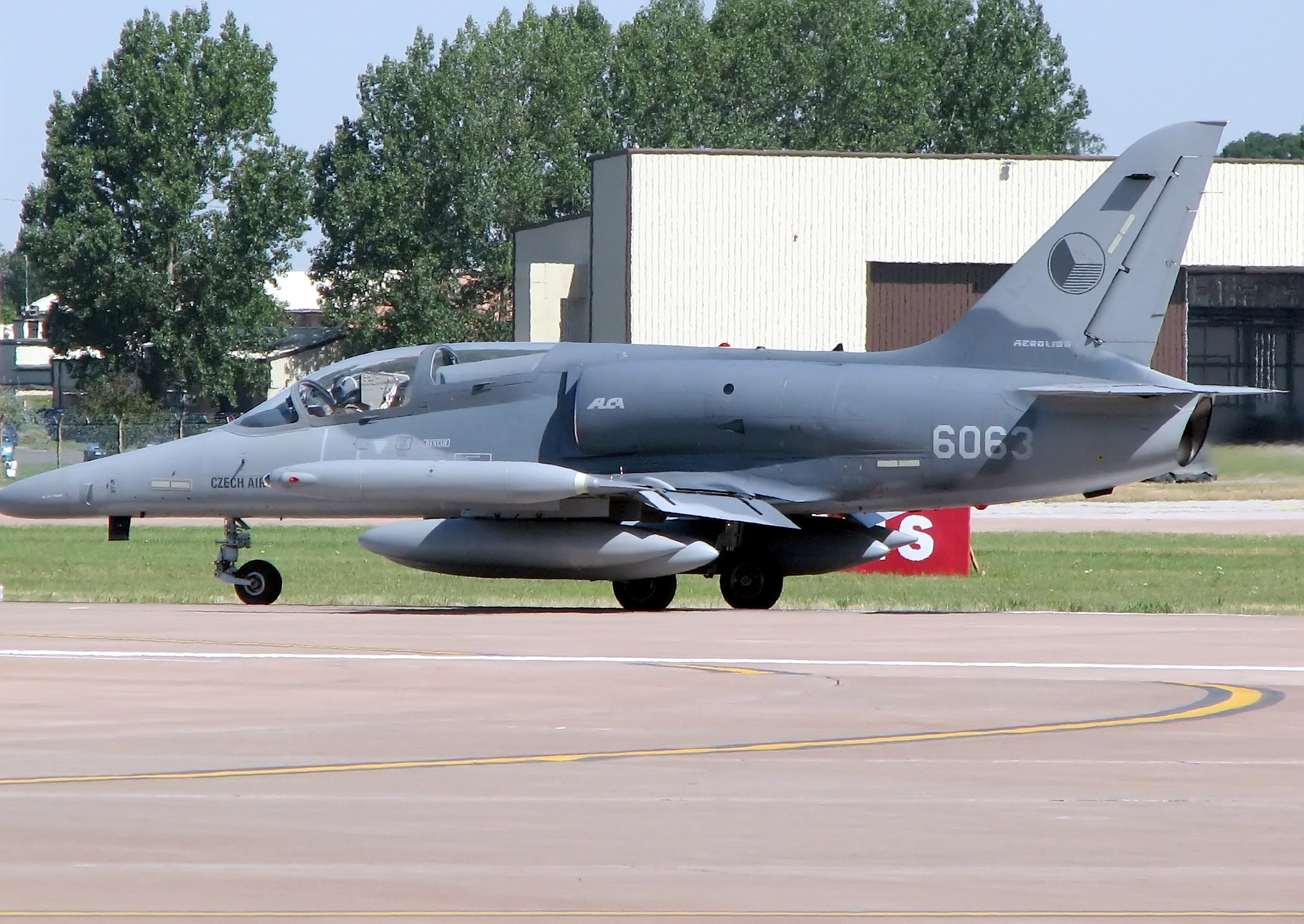
Aero L-159A ALCA

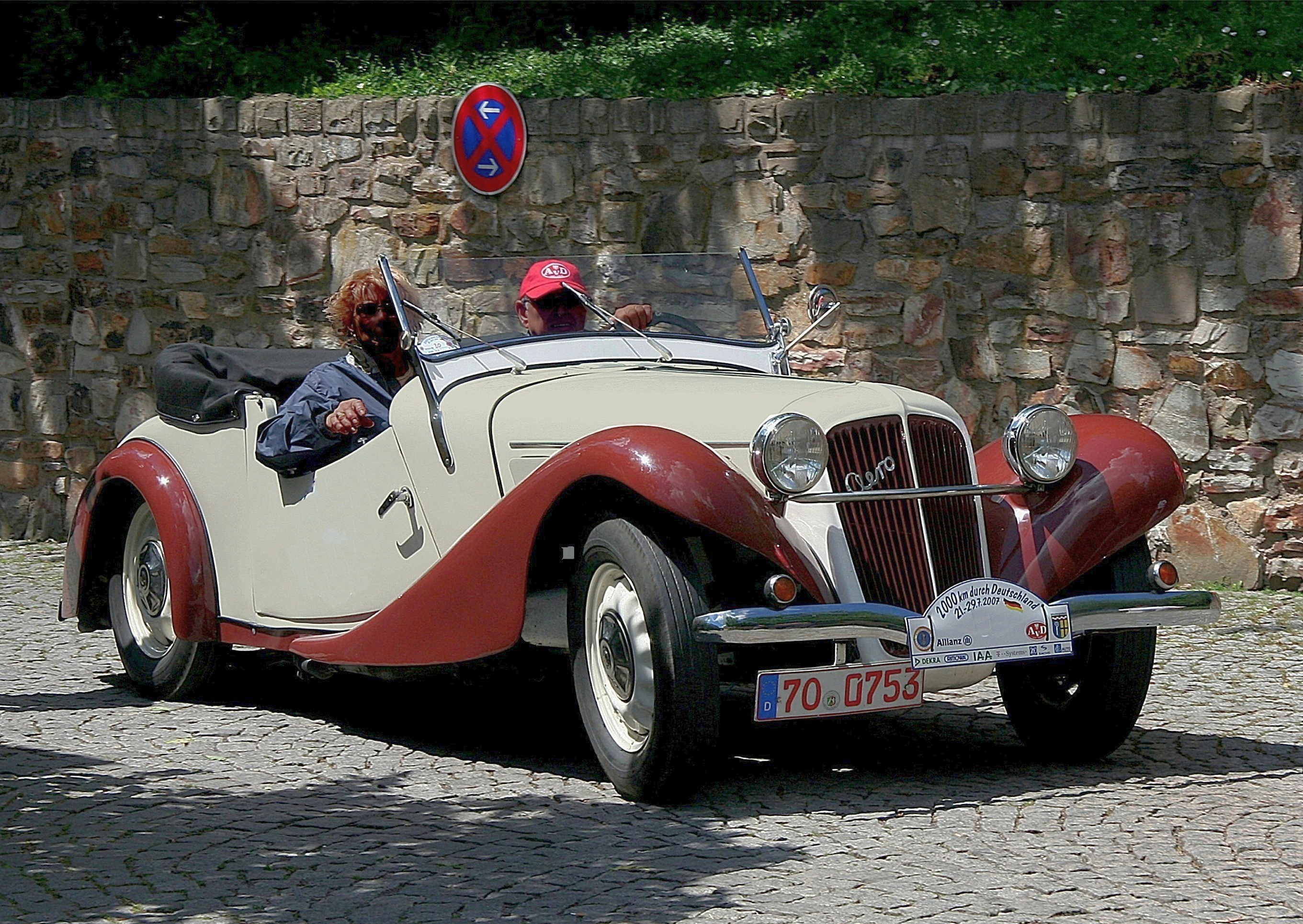
Aero 30 Cabrio

Aero Vodochody (meestal aangeduid als Aero, voluit Aero Vodochody a.s.) is een Tsjechische, vroeger Tsjecho-Slowaakse, vliegtuigbouwer uit het plaatsje Vodochody (ongeveer 10 kilometer ten noorden van Praag). Het huidige hoofdkantoor staat in Odolena Voda niet ver van Vodochody. Ze zijn actief sinds 1919. De bekendste producties zijn de L-29 Delfin en L-39 Albatros. Op dit moment is Aero in handen van de Tsjecho-Slowaakse investeringsgroep Penta. Verder bezit Aero een eigen vliegveld, Vodochody International Airport (LKVO), met een internationale private status.
Een belangrijke partner is de Amerikaanse helikopterbouwer Sikorsky. De Sikorsky S-76 wordt door Aero in licentie gebouwd.

## Geschiedenis
Aero werd in januari 1919 in de Praagse wijk Holešovice opgericht als Aero, továrna letadel Dr. Kabeš in de oude Al-Ma hallen, een paar weken voor de oprichting van Letov en Avia, de andere twee "grote" Tsjecho-Slowaakse vliegtuigbouwers. In 1923 verhuisde Aero naar een andere Praagse wijk, Vysočany. In 1929 werd begonnen met de productie van auto’s naast de al bestaande vliegtuigproductie. Na de Tweede Wereldoorlog moest Aero onder het communistische regime zich beperken tot de productie van vliegtuigen. In 1953 werd de fabriek verplaatst naar Vodochody, waar het zich nu nog steeds bevindt en kreeg het de naam Aero Vodochody Národní Podnik. In 1991 werd het bedrijf hernoemd tot Aero Vodochody a.s..

## Lijst van vliegtuigen
- Aero A-8
- Aero A-10
- Aero A-11
- Aero A-12
- Aero A-14
- Aero A-15
- Aero A-17
- Aero A-18
- Aero A-19
- Aero A-20
- Aero A-21
- Aero A-22
- Aero A-23
- Aero A-24
- Aero A-25
- Aero A-26
- Aero A-27
- Aero A-29
- Aero A-30
- Aero A-32
- Aero A-34 Kos

- Aero A-35
- Aero A-38
- Aero A-42
- Aero A-46
- Aero A-100
- Aero A-101
- Aero A-102
- Aero A-104
- Aero A-200
- Aero A-204
- Aero A-300
- Aero A-304
- Aero Ae-01
- Aero Ae-02
- Aero Ae-03
- Aero Ae-04
- Aero Ae-10 (Hansa-Brandenburg B.I - licentie)
- Aero Ae-45
- Aero Ae-50
- Aero Ae-145

- Aero Ae 270 Ibis
- Aero Al-Ma
- Aero B-71 (Tupolev SB-2 - licentie)
- Aero C-3 (Siebel Si 204 - licentie)
- Aero C-4 (Bücker Bü 131 Jungman - licentie)
- Aero CS-102 (MiG-15bis - licentie)
- Aero DH-50 (de Havilland DH.50 - licentie)
- Aero L-29 Delfín
- Aero L-39 Albatros
- Aero L-59 Super Albatros
- Aero L-60 Brigadýr
- Aero L-159 ALCA
- Aero MB-200 (Bloch MB.200 - licentie)
- Aero S-102 (MiG-15 - licentie)
- Aero S-105 (MiG-19 - licentie)
- Aero VT 100 Démant
- Aero Z-159 (MiG-21 - licentie)
- Focke-Wulf Fw 189 Uhu (licentie)
- Letov Š-2 (licentie)
- Sikorsky S-76 (licentie)

## Lijst van auto’s
- Aero 10
- Aero 18
- Aero 20

- Aero 30
- Aero 50
- Aero Minor II/III

- Aero Minor 750
- Aero P 750 Pony
- Aero R 1500 Rekord

## Trivia
- Aero heeft in totaal al meer dan 11.000 vliegtuigen gebouwd in 88 jaar.
- Tussen 1953 en 1972 heeft Aero 3.700 MiG's gebouwd.
- Aero heeft al meer dan 150 Sikorsky S-76's gebouwd sinds 2000.
- Ongeveer 6.500 militaire trainers zijn er geproduceerd door Aero.